# Tierz
Tierz é um município da Espanha, na província de Huesca, comunidade autónoma de Aragão. Tem 6,50 km² de área e em 2021 tinha 574 habitantes (densidade: 88,3 hab./km²). Pertence à comarca de Hoya de Huesca, e limita com os municípios de Quicena, Loporzano e a capital provincial, Huesca.